# Хигасияма, Тиэко
Тиэко Хигасияма (яп. 東山 千栄子 Хигасияма Тиэко), настоящее имя Сэн Коно (яп. 河野せん, девичья фамилия — Ватанабэ), 30 сентября 1890 года, Тиба, префектура Тиба — 8 мая 1980 года, Готемба, префектура Сидзуока — японская актриса театра, кино и телевидения. С 1936 по 1967 снялась более чем в шестидесяти фильмах. Лауреат нескольких государственных наград.

## Биография и карьера
Закончила женскую школу Гакусюин, затем в 1909 году вышла замуж за бизнесмена и провела восемь лет в Москве. В 1925 году, в возрасте 35 лет, решила стать актрисой, приступив к обучению в Малом театре Цукидзи. Среди известных её ролей — Раневская в «Вишнёвом саде», первым фильмом стала экранизация этой же пьесы 1936 года.

## Избранная фильмография
| Год  |   | Русское название      | Оригинальное название | Роль                |
| ---- | - | --------------------- | --------------------- | ------------------- |
| 1947 | ф | Замужество            | 結婚                  | Фукико              |
| 1947 | ф | Любовь актрисы Сумако | 女優須磨子の恋        | Сэки                |
| 1951 | ф | Идиот                 | 白痴                  | Сатоко              |
| 1951 | ф | Повесть о Гэндзи      | 源氏物語              | Кобидэн             |
| 1951 | ф | Раннее лето           | 麦秋                  | Сигэ Мамия          |
| 1951 | ф | Фейерверк над морем   | 海の花火              | Мицу                |
| 1952 | ф | Женщина Сайкаку       | 西鶴一代女            |                     |
| 1953 | ф | Приключения Нацуко    | 夏子の冒険            | Каё, бабушка Нацуко |
| 1953 | ф | Токийская повесть     | 東京物語              | Томи Хираяма        |
| 1953 | ф | Источник молодости    | 思春の泉              | пенсионерка         |
| 1956 | ф | Сидзуки и Ёсицунэ     | 新・平家物語 静と義経 | монахиня            |
| 1958 | ф | 47 верных ронинов     | 忠臣蔵                | Отака               |
| 1971 | ф | Любовь и смерть       | 愛と死                | бабушка Омии        |

### Награды
- 1956: Медаль почёта с пурпурной лентой
- 1965: Орден Драгоценной короны 4-й степени
- 1966: звание Заслуженного деятеля культуры[яп.]
- 1974: Орден Драгоценной короны 3-й степени